# 海南雞飯 (電影)
《海南雞飯》（英語：Rice Rhapsody）是一部於2004年10月首映、2005年1月公開上映的華語電影，此電影為香港與新加坡合作攝製，由畢國智擔任導演兼編劇，以及由張艾嘉和甄文達擔任領銜主演。
此電影引進中國大陸時的譯名為《珍妈让儿娶洋妞》，之後發行DVD和VCD版本。

## 故事大綱
珍自十二年前遭丈夫遺棄後，以祖傳秘方調製的海南雞飯打響名堂，於新加坡開設餐館，獨力養活三個兒子。傳統的珍一直渴望兒子繼後香燈，當發現長子及次子皆是同性戀者後，將希望孤注一擲放在小兒子LEO身上。JEN為一盡家庭責任，延續傳宗接代的理想，與好友金水（世界名廚甄文達飾）合力介紹女孩子給LEO，其中法國交換生SABINE與LEO甚為投契，珍大感安慰。其時金水憑一道新發明的菜式一炮而紅，響徹廚壇，他的新菜間接拆毀了珍以海南雞飯起家的生意；珍無形中自尊盡創。珍與金水在一次高手雲集的廚藝比賽中相遇，珍發現，觸動她生命每個點滴的，並不單是一碗海南雞飯......

## 演員
- 張艾嘉 飾 范珍
- 甄文達 飾 陳金水
- 梅蘭妮·蘿倫（Mélanie Laurent） 飾 Sabine
- 陳立鵬 飾 Leo

## 各地電影分級制度
| 國家／地區 | 級別 |
| ---------- | ---- |
| 香港       | IIA  |
| 台灣       | 護   |

## 獎項
- 第二十五屆香港電影金像獎
  - 最佳女主角提名：張艾嘉
  - 新晉導演：畢國智
- 第41屆金馬獎
  - 最佳女主角提名：張艾嘉
  - 最佳原創電影音樂提名：川崎真弘

## 外部連結
- Yahoo奇摩電影上《海南雞飯》的資料（繁體中文）
- 香港影庫上《海南雞飯》的資料（繁體中文）
- 開眼電影網上《海南雞飯》的資料（繁體中文）
- 豆瓣电影上《海南雞飯》的資料 （简体中文）
- 时光网上《海南雞飯》的資料（简体中文）
- AllMovie上《海南雞飯》的资料（英文）
- 爛番茄上《海南雞飯》的資料（英文）
- 互联网电影数据库（IMDb）上《海南雞飯》的资料（英文）